# ソニー・リストン
チャールズ・"ソニー"・リストン（Charles "Sonny" Liston、1932年 - 1970年12月30日）は、アメリカ合衆国の男性プロボクサー。アーカンソー州サンド・スラウ出身。元WBA・WBC世界ヘビー級統一王者。
身長185cmにしてリーチ213cm、また周囲38cm（成人男性の平均の約2倍）の手のサイズを誇った。「史上最も威圧的なボクサー」と称され、マイク・タイソンは「リストンは俺をボーイスカウトのように見せるだろう」と語っている。また、「ヘビー級史上最高のボクサーの1人」と目されており、2017年にリングマガジンはリストンをヘビー級史上最高のボクサーとして10位にランクしている。

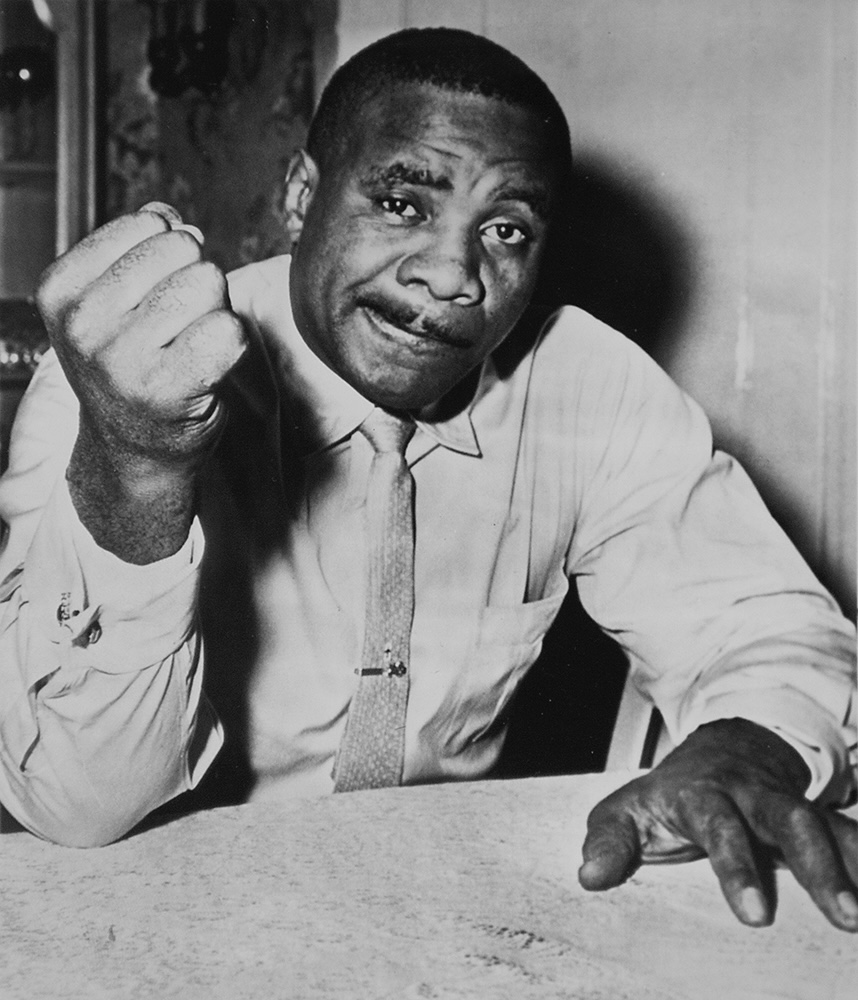
1968年

## 来歴
アーカンソー州では1965年まで出生証明書の提出が義務付けられていなかったため、リストンの正式な生年月日はわかっていない。リストンの家族は1930年代には記録で確認でき、リストンは1940年代の記録では10歳と記録されている。リストン自身も正確な生年月日を知らず、最終的には1932年5月8日に落ち着いているが、実際には1930年7月22日ともう少し年を取っていたのではないかと推測されている。
リストンは12人兄弟のうち11番目の子であり、極貧の家庭だった。父は躾と称して子供を鞭打つ行為を行っており、そのためリストンの体には虐待の傷跡が生々しく残っていた。このような家庭環境であったため、リストンは生涯を通じて自分のサインすら満足に書けない文盲で、そのことに触れられることを忌み嫌っていたという。
リストンは幼い頃から犯罪に手を染めており、強盗団を率いた武装強盗や警官襲撃などで19回逮捕された記録が残されている。なお、リストンが強盗の際に着ていたシャツが黄色であったことから、セントルイス警察はリストンを「Yellow Shirt Bandit」（黄色いシャツの強盗犯）と名づけていた。リストンは1950年1月（当時、リストンは裁判の際に自身の年齢を20歳と答えたが、セントルイス・グローブ民主党紙はリストンを22歳と記している）に逮捕され、懲役5年の刑を言い渡され、6月1日からミズーリ州刑務所に収監された。 服役中に刑務所のアスレチックディレクターからボクシングを勧められ、才能を開花させた。
1952年10月31日、2年間の刑務所生活から仮釈放で出所し、アマチュアボクシングでシカゴのゴールデングローブで優勝するなど活躍した。同時期にセントルイスのマフィアのドン、ジョン・ビターレと関係するようになる。

### プロ時代
1953年9月2日、プロデビュー。
1956年5月5日、路上でリストンを呼び止めた警官に暴行を働いた上に拳銃を奪い去ったとして感化院へ9ヶ月間送られる。その後、再び警官相手に暴力沙汰を起こして町を出て行くよう宣告を受け、セントルイスからフィラデルフィアへ拠点を移す。
この頃から数年に渡って、ボクシングプロモーターでフィラデルフィアマフィアの裏の顔を持つフランク・パレルモと、ニューヨークマフィアのルッケーゼ一家の一員でマーダー・インクの殺し屋でもあったフランキー・カルボの支配下で試合を行うようになる。
リストンは1960年に世界王座挑戦の最有力候補となったが、王者フロイド・パターソン陣営は、リストンがマフィア等の犯罪組織との関わりがあることを理由に、リストンとの対戦を拒否した。リストンは世界王座挑戦を目指してトレーニングを行っていたが、その間にも犯罪行為を続け、治安紊乱行為や警官になりすました罪で逮捕されるなど荒んだ生活を送った。リストンは1961年7月14日にペンシルベニア州体育委員会からボクシング・ライセンスの停止処分を受け、この処分は後に全ての州で履行された。
市民団体の指導者等も、リストンの粗暴な性格が若者に悪影響を及ぼすのではないかと懸念し、リストンのタイトル挑戦に否定的だった。全米黒人地位向上協会（NAACP）はリストンの勝利が公民権運動に悪影響を及ぼすことを恐れ、パターソンに対しリストンと対戦しないよう促していた。また、多くのアフリカ系アメリカ人はリストンを軽蔑した。ジョン・F・ケネディ大統領もパターソンがリストンと対戦することを望まなかったとされ、1962年1月にパターソンがケネディと面会した際には、ケネディはリストンと犯罪組織の繋がりに対する司法省の懸念を理由に、パターソンにリストンとの対戦を避けるよう提案したという。
元世界ヘビー級王者のジャック・デンプシーは、リストンにタイトルマッチをさせるべきではないと発言し、リストンはデンプシーが第一次世界大戦に従軍しなかったことを持ち出して反論した。業を煮やしたリストンは、1961年に自身のマネージメント陣を変更し、パターソンが王者になって以来白人としか戦わず、同胞に対してカラーラインを引いていると発言して圧力をかけた。
1962年9月25日、紆余曲折の末にシカゴのコミスキー・パークでWBA世界ヘビー級王者フロイド・パターソンに挑戦し、左フックで初回2分6秒KO勝ちを収め王座獲得に成功した。スポーツ・イラストレイテッドのライター、ギルバート・ロージンは「フィニッシュブローの左フックは、坂を下るディーゼル車ようにパターソンの顎に激突した」と書いている。

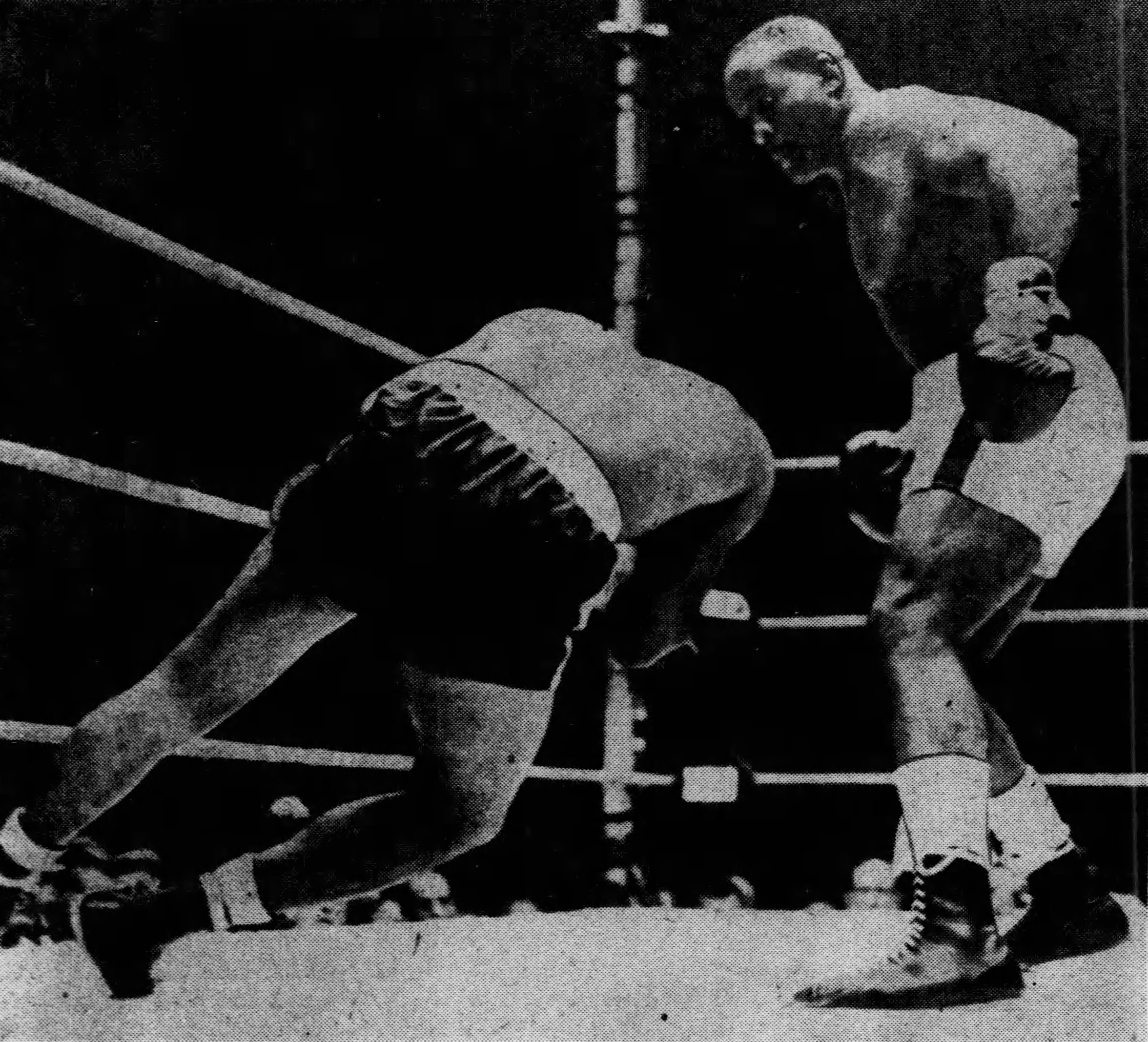
パターソンからダウンを奪うリストン（第1戦目）

1963年7月22日、ラスベガスのラスベガス・コンベンション・センターで再戦条項を行使したフロイド・パターソンとダイレクトリマッチを行い、初回に3度のダウンを奪い初回2分10秒KO勝ちを収めWBA王座の初防衛に成功し、WBCの初代ヘビー級王座を獲得した。
1964年2月25日、マイアミビーチのコンベンション・センターでカシアス・クレイ（後のモハメド・アリ）と対戦。リストンは当時史上最強のハードパンチャーと評され、当時22歳だったクレイは圧倒的不利と目され、オッズでは7対1でリストンが優位だった。しかし、クレイは試合前にリストンを「醜い熊」呼ばわりし「試合後に奴を動物園に寄付するつもりだ」と度重なる挑発を行い、怒ったリストンがクレイに向かって拳銃の空砲を撃つ場面もあった。試合が始まると、リストンは早期決着を狙いクレイに向かって突進するが、クレイの軽やかなフットワークとスピードに翻弄され、7回開始時にリストンが椅子から立ち上がれなくなったため大番狂わせとなるTKO負けで王座から陥落した。リストンは棄権の理由を肩の負傷によるものだと語った。

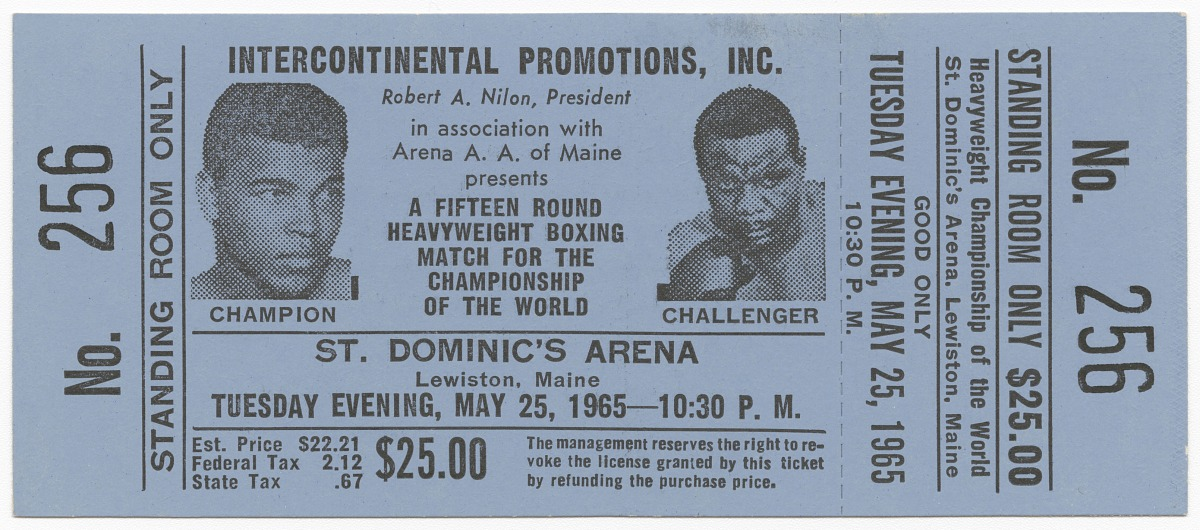
アリ対リストン第二戦のチケット

1965年5月25日、ルイストンのシビック・センターでWBA・WBC世界ヘビー級統一王者モハメド・アリとダイレクトリマッチを行い、左ジャブを放った際にカウンターの右ストレートで1回2分12秒KO負けを喫し、王座奪還に失敗した。しかし、リストンの倒れ方が不自然であったことから意図的に自ら試合を投げ出したのではないかと推測されている。動機としては、アリが所属するネーション・オブ・イスラムからの脅迫、リストンと関わりのあったマフィアの関与、また、借金を返済するためにリストン自身がアリに金を賭けてわざと負けた説などが挙げられているが真偽は定かではない。リストンは後に試合を投げ出したことを否定したが、アリについて「あの男はクレイジーだ。彼とは何の関わりも持ちたくなかった。彼の周りにはイスラム教徒がいる」と意味深な発言をしている。
アリは引退後のインタビューで「リストンは当時史上最高のボクサーだった。彼はパターソンを2度KOするほどのパンチを持ち、彼の片手は俺の両手よりも大きかった。当時誰もが彼を恐れていた」と語り、アリ自身もリストンとの対戦を前に「死の恐怖」があったと振り返っている。また、2戦目でダウンを奪った際に、アリはリストンに対して「立ち上がって戦え！」と叫んでいたが、内心は立ち上がって欲しくなかったと同インタビューで語っている。
1970年6月29日、ジャージーシティのジャージーシティ・アーモリーでチャック・ウェプナーと対戦し、ウェプナーが予想外のタフネスを発揮するものの終始リストンの一方的な試合となり、9回終了時に両目をカットしたウェプナーにドクターストップがかかりTKO勝ち。試合後、ウェプナーは72針の縫合を余儀なくされ、頬骨と鼻を骨折した。後にジョージ・フォアマンやアリとも戦ったウェプナーは、引退後、キャリアで対戦した中で最もパンチが重かった相手としてリストンを挙げている。また、ウェプナーは「私は自分が最も威圧的なボクサーだと思っていた。ソニー・リストンと戦うまではね」と語っている。この一戦がリストンの生涯最後の試合となった。
1971年1月5日、2週間の旅行から帰宅した妻がラスベガスの自宅ベットの下でリストンが死んでいるのを発見、検査官によって既に6日前に死亡していたと推定された。死因についてはキッチンでヘロインが見つかり、リストンの腕にも注射痕があったことからヘロインの過剰摂取とされているが、心臓麻痺や生前に関わりのあったマフィアに殺害されたなど諸説ある。リストンの遺体はラスベガスのパラダイス記念庭園に埋葬され、墓石には「A Man」という献辞のみが刻まれている。

## 私生活
リストンは1957年9月3日にジェラルディン・チェンバースと結婚した。ジェラルディンには前夫との間に娘がおり、リストンはその後スウェーデン人の男児を養子に迎え入れた。リストンの伝記作家ポール・ギャレンダーは、リストンには数人の子供がいたが、ジェラルディンとの間には子供はいなかったとしている。ジェラルディンはリストンのことを「彼は優しい人でした。私にとっては素晴らしい夫であり、子供たちにとっては素晴らしい父でした」と回想している。

## 戦績
- プロボクシング: 54戦 50勝 (39KO) 4敗

| 戦           | 日付           | 勝敗 | 時間    | 内容    | 対戦相手                           | 国籍           | 備考                                                                                  |
| ------------ | -------------- | ---- | ------- | ------- | ---------------------------------- | -------------- | ------------------------------------------------------------------------------------- |
| 1            | 1953年9月2日   | ☆    | 1R 0:33 | KO      | ドン・スミス                       | アメリカ合衆国 | プロデビュー戦                                                                        |
| 2            | 1953年9月17日  | ☆    | 4R      | 判定    | ポンス・デ・レオン                 | アメリカ合衆国 |                                                                                       |
| 3            | 1953年11月21日 | ☆    | 6R      | 判定2-1 | ベニー・トーマス                   | アメリカ合衆国 |                                                                                       |
| 4            | 1954年1月25日  | ☆    | 6R      | TKO     | マーティン・リー                   | アメリカ合衆国 |                                                                                       |
| 5            | 1954年3月31日  | ☆    | 6R      | 判定    | スタンリー・ハウレット             | アメリカ合衆国 |                                                                                       |
| 6            | 1954年6月29日  | ☆    | 8R      | 判定3-0 | ジョニー・サマーリン               | アメリカ合衆国 |                                                                                       |
| 7            | 1954年8月10日  | ☆    | 8R      | 判定2-1 | ジョニー・サマーリン               | アメリカ合衆国 |                                                                                       |
| 8            | 1954年9月7日   | ★    | 8R      | 判定1-2 | マーティー・マーシャル             | アメリカ合衆国 |                                                                                       |
| 9            | 1955年3月1日   | ☆    | 8R      | 判定    | ニール・ウェルチ                   | アメリカ合衆国 |                                                                                       |
| 10           | 1955年4月21日  | ☆    | 6R      | TKO     | マーティー・マーシャル             | アメリカ合衆国 |                                                                                       |
| 11           | 1955年5月5日   | ☆    | 5R 2:55 | TKO     | エミル・ブルトコ                   | アメリカ合衆国 |                                                                                       |
| 12           | 1955年5月25日  | ☆    | 2R 2:18 | TKO     | カルヴィン・バトラー               | アメリカ合衆国 |                                                                                       |
| 13           | 1955年9月13日  | ☆    | 6R      | TKO     | ジョニー・グレイ                   | アメリカ合衆国 |                                                                                       |
| 14           | 1955年12月13日 | ☆    | 4R      | TKO     | ラリー・ワトソン                   | アメリカ合衆国 |                                                                                       |
| 15           | 1956年3月6日   | ☆    | 10R     | 判定3-0 | マーティー・マーシャル             | アメリカ合衆国 |                                                                                       |
| 16           | 1958年1月29日  | ☆    | 2R      | TKO     | ビリー・ハンター                   | アメリカ合衆国 |                                                                                       |
| 17           | 1958年3月11日  | ☆    | 4R      | TKO     | ベン・ワイズ                       | アメリカ合衆国 |                                                                                       |
| 18           | 1958年4月3日   | ☆    | 10R     | 判定    | バート・ホワイトハースト           | アメリカ合衆国 |                                                                                       |
| 19           | 1958年5月14日  | ☆    | 2R      | TKO     | フリオ・メデロス                   | キューバ       |                                                                                       |
| 20           | 1958年8月6日   | ☆    | 7R 1:41 | TKO     | ウェイン・べセア                   | アメリカ合衆国 |                                                                                       |
| 21           | 1958年10月7日  | ☆    | 1R 2:22 | KO      | フランキー・ダニエルズ             | アメリカ合衆国 |                                                                                       |
| 22           | 1958年10月24日 | ☆    | 10R     | 判定3-0 | バート・ホワイトハースト           | アメリカ合衆国 |                                                                                       |
| 23           | 1958年11月18日 | ☆    | 7R 終了 | TKO     | アーニー・キャブ                   | アメリカ合衆国 |                                                                                       |
| 24           | 1959年2月18日  | ☆    | 6R 2:43 | TKO     | マイク・デジョン                   | アメリカ合衆国 |                                                                                       |
| 25           | 1959年4月15日  | ☆    | 3R 2:13 | TKO     | クリーブランド・ウィリアムズ       | アメリカ合衆国 |                                                                                       |
| 26           | 1959年8月5日   | ☆    | 3R 0:47 | KO      | ニーニョ・バルデス                 | キューバ       |                                                                                       |
| 27           | 1959年12月9日  | ☆    | 6R 終了 | TKO     | ウィリー・ベスマノフ               | ドイツ         |                                                                                       |
| 28           | 1960年2月23日  | ☆    | 7R 終了 | TKO     | ハワード・キング                   | アメリカ合衆国 |                                                                                       |
| 29           | 1960年3月21日  | ☆    | 2R 2:13 | TKO     | クリーブランド・ウィリアムズ       | アメリカ合衆国 |                                                                                       |
| 30           | 1960年4月25日  | ☆    | 1R 2:35 | TKO     | ロイ・ハリス                       | アメリカ合衆国 |                                                                                       |
| 31           | 1960年7月18日  | ☆    | 3R 0:28 | KO      | ゾラ・フォーリー                   | アメリカ合衆国 |                                                                                       |
| 32           | 1960年9月7日   | ☆    | 12R     | 判定3-0 | エディ・マッチェン                 | アメリカ合衆国 |                                                                                       |
| 33           | 1961年3月8日   | ☆    | 3R 0:53 | TKO     | ハワード・キング                   | アメリカ合衆国 |                                                                                       |
| 34           | 1961年12月4日  | ☆    | 1R 1:58 | KO      | アルバート・ウェストファル         | ドイツ         |                                                                                       |
| 35           | 1962年9月25日  | ☆    | 1R 2:06 | KO      | フロイド・パターソン               | アメリカ合衆国 | WBA世界ヘビー級タイトルマッチ WBA・NYSAC・リングマガジン獲得                          |
| 36           | 1963年7月22日  | ☆    | 1R 2:10 | KO      | フロイド・パターソン               | アメリカ合衆国 | WBA世界ヘビー級タイトルマッチ WBC世界ヘビー級王座決定戦 WBA防衛1・WBC獲得・NYSAC防衛1 |
| 37           | 1964年2月25日  | ★    | 6R 終了 | TKO     | カシアス・クレイ（モハメド・アリ） | アメリカ合衆国 | WBA・WBC・NYSAC陥落                                                                   |
| 38           | 1965年5月25日  | ★    | 1R 2:12 | KO      | モハメド・アリ                     | アメリカ合衆国 | WBC世界ヘビー級タイトルマッチ                                                         |
| 39           | 1966年7月1日   | ☆    | 7R 1:11 | KO      | ゲルハルト・ゼク                   | ドイツ         |                                                                                       |
| 40           | 1966年8月19日  | ☆    | 3R 1:48 | KO      | アモス・ジョンソン                 | アメリカ合衆国 |                                                                                       |
| 41           | 1967年3月30日  | ☆    | 1R 2:22 | KO      | デイブ・バイリー                   | アメリカ合衆国 |                                                                                       |
| 42           | 1967年4月29日  | ☆    | 6R      | TKO     | エルマー・ラッシュ                 | アメリカ合衆国 |                                                                                       |
| 43           | 1968年3月16日  | ☆    | 4R 0:47 | TKO     | ビル・マクマーレイ                 | アメリカ合衆国 |                                                                                       |
| 44           | 1968年5月23日  | ☆    | 7R 終了 | TKO     | ビリー・ジョイナー                 | アメリカ合衆国 |                                                                                       |
| 45           | 1968年7月6日   | ☆    | 7R 2:47 | TKO     | ヘンリー・クラーク                 | アメリカ合衆国 |                                                                                       |
| 46           | 1968年10月14日 | ☆    | 3R      | TKO     | ソニー・ムーア                     | プエルトリコ   |                                                                                       |
| 47           | 1968年11月3日  | ☆    | 2R 1:52 | KO      | ウィリス・アールズ                 | アメリカ合衆国 |                                                                                       |
| 48           | 1968年11月12日 | ☆    | 3R 2:23 | KO      | ロジャー・リスチャー               | アメリカ合衆国 |                                                                                       |
| 49           | 1968年12月10日 | ☆    | 2R 2:46 | KO      | アモス・リンカーン                 | アメリカ合衆国 |                                                                                       |
| 50           | 1969年3月28日  | ☆    | 10R     | 判定3-0 | ビリー・ジョイナー                 | アメリカ合衆国 |                                                                                       |
| 51           | 1969年5月19日  | ☆    | 7R 2:55 | TKO     | ジョージ・ジョンソン               | アメリカ合衆国 |                                                                                       |
| 52           | 1969年9月23日  | ☆    | 3R      | KO      | ソニー・ムーア                     | アメリカ合衆国 |                                                                                       |
| 53           | 1969年12月6日  | ★    | 9R 1:08 | KO      | レオティス・マーティン             | アメリカ合衆国 | NABFヘビー級王座決定戦                                                                |
| 54           | 1970年6月29日  | ☆    | 9R 終了 | TKO     | チャック・ウェプナー               | アメリカ合衆国 |                                                                                       |
| テンプレート |                |      |         |         |                                    |                |                                                                                       |

## 関連作品
映画
- 『あの夜、マイアミで』